# The Lost Daughter
Pour plus de détails, voir Fiche technique et Distribution.
The Lost Daughter (litt. « La fille perdue ») est un film dramatique gréco-américain écrit, co-produit et réalisé par Maggie Gyllenhaal, sorti en 2021,. Il s'agit de son premier long métrage en tant que réalisatrice, et de l'adaptation du roman Poupée volée (La figlia oscura) d'Elena Ferrante,.

## Synopsis
Leda, mère divorcée ayant la quarantaine, est professeure d'anglais dans une université. Après que ses deux filles l'ont quittée pour aller rendre visite à leur père au Canada, elle décide de prendre des vacances et part alors pour un voyage sur une île grecque.

## Fiche technique
Sauf indication contraire, les informations mentionnées dans cette section peuvent être confirmées par la base de données cinématographiques IMDb,  présente dans la section « Liens externes ».
- Titre original : The Lost Daughter
- Réalisation : Maggie Gyllenhaal
- Scénario : Maggie Gyllenhaal, d'après le roman Poupée volée (La figlia oscura) d'Elena Ferrante[3]
- Musique : Dickon Hinchliffe
- Direction artistique : Monica Sallustio
- Décors : Inbal Weinberg
- Costumes : Edward K. Gibbon
- Photographie : Hélène Louvart
- Montage : Affonso Gonçalves
- Production : Charles Dorfman, Maggie Gyllenhaal, Osnat Handelsman-Keren et Talia Kleinhendler
- Production déléguée : David Gilbery et Marlon Vogelgesang
- Sociétés de production : Endeavor Content, Pie Films et Samuel Marshall Productions
- Société de distribution : Netflix
- Pays de production :  États-Unis,  Grèce
- Langue originale : anglais
- Format : couleur
- Genre : drame
- Durée : 121 minutes
- Dates de sortie :
  - Italie : 2 septembre 2021 (Mostra de Venise)
  - États-Unis : 4 septembre 2021 (Festival du film de Telluride)
  - France : 10 octobre 2021 (Festival Lumière, Lyon)[4]

## Distribution
- Olivia Colman (VF : Anne Dolan) : Leda Caruso[2]
- Jessie Buckley (VF : Laëtitia Coryn) : Leda, jeune
- Dakota Johnson (VF : Delphine Rivière) : Nina
- Ed Harris (VF : Philippe Catoire) : Lyle
- Peter Sarsgaard (VF : Guillaume Lebon) : le professeur Hardy
- Dagmara Domińczyk (VF : Barbara Delsol) : Callisto "Callie"
- Paul Mescal (VF : Aurélien Raynal) : Will
- Robyn Elwell : Bianca
  - Ellie James : Bianca adulte (voix)
- Ellie Blake : Martha
  - Isabelle Della-Porta : Martha adulte (voix)
- Jack Farthing (VF : Alexis Gilot) : Joe
- Oliver Jackson-Cohen (VF : Baptiste Caillaud) : Toni
- Athena Martin : Elena
- Panos Koronis : Vassili
- Alexandros Mylonas : professeur Cole
- Alba Rohrwacher : la promeneuse
- Nikos Poursanidis : le promeneur

## Production
Le tournage s'est déroulé sur l'île grecque de Spetses.

## Distinctions

### Récompense
- Mostra de Venise 2021 : prix du meilleur scénario[2]

### Nominations
- Golden Globes 2022 : 
  - Meilleure actrice dans un film dramatique pour Olivia Colman
  - Meilleure réalisation pour Maggie Gyllenhaal
- Oscars 2022 : 
  - Meilleure actrice pour Olivia Colman
  - Meilleure actrice dans un second rôle pour Jessie Buckley[5]
  - Meilleur scénario adapté pour Maggie Gyllenhaal